# Classification de la végétation

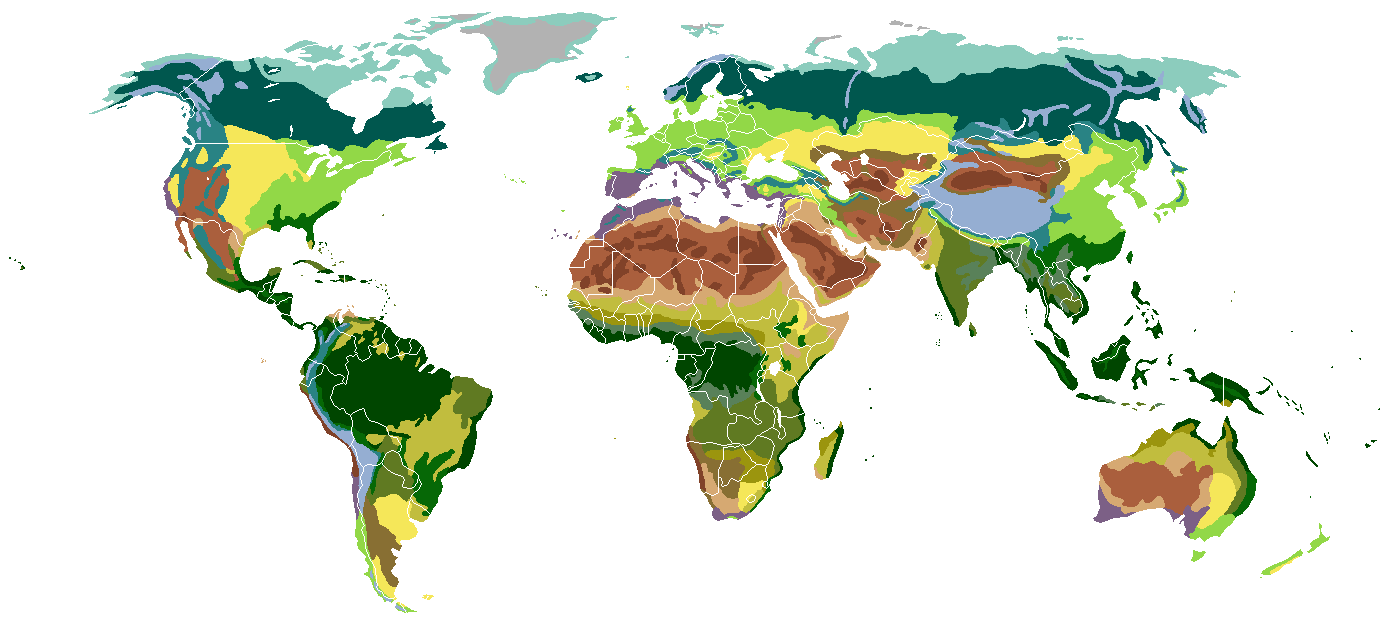
Les principaux biomes du monde :
Inlandsis et déserts polaires
Toundra
Taïga
Forêts feuillues caducifoliées tempérées
Prairies
Forêts sempervirentes subtropicales
Forêts sempervirentes méditerranéennes
Forêts de mousson
Déserts arides
Déserts et broussailles xérophytes
Steppe aride
Déserts semi-arides
Savanes
Savanes et forêts claires
Forêts tropicales caducifoliées
Forêts sempervirentes tropicales
Toundra alpine
Forêts de montagne

La classification de la végétation est le processus de classification et de cartographie de la végétation sur une surface de la surface de la terre. La classification de la végétation est souvent effectuée par des organismes d'État dans le cadre de la gestion de l'utilisation des terres, des ressources et de l'environnement. De nombreuses méthodes différentes de classification de la végétation ont été utilisées. En général, la classification structurelle utilisée par la foresterie pour la cartographie des ressources en bois a été remplacée par la cartographie des communautés floristiques pour la gestion de la biodiversité. Alors que les systèmes plus anciens basés sur la foresterie prenaient en compte des facteurs tels que la hauteur, les espèces et la densité de la canopée boisée, la cartographie floristique de la communauté met désormais l'accent sur des facteurs écologiques tels que le climat, le type de sol et les associations floristiques. La cartographie de la classification est désormais faite en général à l'aide d'un logiciel de système d'information géographique (SIG). 

## Schémas de classification
Voici quelques schémas de classification importants. 

### Köppen (1884)
Bien que ce schéma soit en fait une classification climatique, il existe une relation profonde avec les études de la végétation : 
- Classe A 
  - Forêt tropicale humide (Af)
  - Mousson tropicale (am)
  - Savane tropicale (Aw, As)
- Classe B 
  - Désert (BWh, BWk)
  - Semi-aride (BSh, BSk)
- Classe c 
  - Subtropical humide (Cfa, Cwa)
  - Oceanic (Cfb, Cwb, Cfc, Cwc)
  - Méditerranée (Csa, Csb, Csc)
- Classe D 
  - Continental humide (Dfa, Dwa, Dfb, Dwb, Dsa, Dsb)
  - Subarctique (Dfc, Dwc, Dfd, Dwd, Dsc, Dsd)
- Classe e 
  - Toundra (ET)
  - Calotte glaciaire (EF)
  - Alpine (ET, EF)

### Wagner & von Sydow (1888)
Schéma de Wagner & von Sydow (1888) : Vegetationsgürtel (Ceintures de végétation) :  
- Tundren (toundra)
- Hochgebirgsflora (flore de montagne)
- Vegetationsarme Gebiete (Wüsten) (zones pauvres en végétation [déserts])
- der gemässigten zone (la zone tempérée) 
  - Grasland (prairie)
  - Vorherrschend Nadelwald (principalement des forêts de conifères)
  - Wald (Laub und Nadelwald) und Kulturland (forêts [de feuillus et de conifères] et terres cultivées)
- in tropischen und subtropischen Gebieten (dans les régions tropicales et subtropicales) 
  - Grasland (prairie)
  - Wald und Kulturland (forêts et terres cultivées)
  - Urwald (jungle)

### Warming (1895, 1909)
Warming (1895, 1909), classes oecologiques, :   
- A. Le sol (au sens le plus large) est très humide et l'eau est abondante pour la plante (au moins dans la classe 1), les formations sont donc plus ou moins hydrophiles: 
  - Classe 1  Hydrophytes (de formations dans l'eau).
  - Classe 2.  Hélophytes (de formations dans les marais).
- B. Le sol est physiologiquement sec, c’est-à-dire qu’il contient de l’eau qui n’est que faiblement disponible pour la plante; les formations sont donc essentiellement composées d'espèces xérophiles: 
  - Classe 3.  Oxylophytes (de formations sur un sol acide).
  - Classe 4.  Psychrophytes (de formations sur sol froid).
  - Classe 5.  Halophytes (de formations sur sol salin).
- C. Le sol est physiquement sec et son faible pouvoir de rétention d’eau détermine la végétation, le climat étant d’importation secondaire; les formations sont donc également xérophiles: 
  - Classe 6.  Lithophytes (de formations sur des rochers).
  - Classe 7  Psammophytes (de formations sur sable et gravier).
  - Classe 8  Chersophytes (de formations sur des friches).
- D. Le climat est très sec et détermine le caractère de la végétation. les propriétés du sol sont dominées par le climat; les formations sont aussi xérophiles: 
  - Classe 9  Eremophytes (des formations sur le désert et la steppe).
  - Classe 10  Psilophytes (des formations sur la savane).
  - Classe 11  Formations sclérophylles (arbustes et forêts).
- E. Le sol est physiquement ou physiquement sec: 
  - Classe 12  Formations conifères (forêt).
- F. Le sol et le climat favorisent le développement de formations mésophiles: 
  - Classe 13  Mésophytes.

Types de formations selon Warming : 
- 1.  Formation de microphytes
- 2  Formation de mousse
- 3  Formation d'herbes
- 4  Formations d'arbustes nains et sous-arbustes
- 5  Bois de brousse ou bois d'arbustes
- 6  Forêt 
  - Haute forêt
  - Sous-bois
  - Végétation de la forêt
- Autre 
  - Formations simples
  - Formations composées
  - Formations mixtes
  - Formations secondaires
  - Sous-formations

### Schimper (1898, 1903)
Schimper (1898, 1903), types de formations climatiques principales :  
- Bois, forêt, bois de brousse, bois d'arbustes
- Prairie, prairie (hygrophile ou tropophile), steppe (xérophile), savane (prairie xérophile contenant des arbres isolés)
- Désert (sec ou froid)

Types de formation de Schimper à travers les zones et les régions : 
- Formations de zones tropicales 
  - Formations climatiques 
    - Districts tropicaux constamment humides 
      - Forêt tropicale

    - Quartiers tropicaux à saison sèche prononcée 
      - Formations boisées (forêt de mousson, forêt de savane, forêt d'épines)
      - Formations de prairies

    - Déserts tropicaux

  - Formations édaphiques 
    - Dans les pays tropicaux intérieurs
    - En bord de mer tropicale
- Formations des zones tempérées 
  - Formations climatiques 
    - Ceintures tempérées chaudes 
      - Districts subtropicaux
      - Quartiers constamment humides (sans saison sèche)
      - Districts d'été moites
      - Districts d'hiver moites

    - Ceintures tempérées froides
    - Déserts tempérés

  - Formations édaphiques 
    - Formations Littorales
    - Bruyère
    - Maures
- Formations de la zone arctique 
  - Toundra, mousse-toundra, lichen-toundra, landes, oasis
- Formations climatiques de montagne (région basale, région montagnarde, région alpine) 
  - Sous les tropiques
  - Dans les zones tempérées
- Végétation aquatique 
  - Végétation marine
  - Végétation d'eau douce

### Schimper & Faber (1935)
Types de formation, : 
- 1.  Pluie de forêt tropicale
- 2  Forêt tropicale subtropicale
- 3  Forêt de mousson
- 4  Forêt pluviale tempérée
- 5  Forêt de feuillus vert-été
- 6  Forêt de feuilles d'aiguilles
- 7.  Forêt de feuillus à feuilles persistantes
- 8  Forêt de savane
- 9  Forêt d'épine et garrigue
- dix.  Savane
- 11  Steppe et semi-désert
- 12  Bruyère
- 13  Désert sec
- 14  Toundra et forêt froide
- 15  Désert froid

### Ellenberg & Mueller-Dombois (1967)
Schéma d'Ellenberg et Mueller-Dombois (1967) : 
- Formation classe I. Forêts fermées
- Formation-classe II.  Woodlands
- Classe de formation III.  Fourrés (fourrés ou fourrés)
- Classe de formation IV.  Nain-gommage et communautés associées
- Formation classe V. Communautés herbacées terrestres
- Formation-classe VI.  Déserts et autres zones à peine végétalisées
- Classe de formation VII.  Formations de plantes aquatiques [7]

### Oliveira-Filho (2009, 2015)
Une classification de la végétation avec six critères principaux ("attributs hiérarchiques", avec des catégories illustrées applicables principalement à la région néotropicale), :   
- A. Physionomies de base de la végétation 
  - 1.  Physionomies forestières
  - 2  Physionognomies des maquis
  - 3  Physionomie de la savane
  - 4  Physionomie des prairies
  - 5  Physionomies artificielles
- B. Régime climatique 
  - Maritime
  - Semi-aride
  - Saisonnier
  - Pluie
  - Nuage
- C. Régime de chasse des feuilles 
  - À feuilles persistantes
  - Semi-décidu
  - À feuilles caduques
  - Alterner
  - Éphémère
- D. Domaine thermique 
  - Tropical
  - Subtropical, etc.
- E. Gamme d'élévation 
  - Côtier
  - Plaines inférieures
  - Plaines supérieures
  - Hautes Terres
  - Hautes terres hautes
  - Montagnard
- F. substrat 
  - Sols peu profonds
  - Sols profonds
  - Soily
  - Sablonneux
  - Graveleux
  - Rocheux
  - Dystrophique
  - Mésotrophe
  - Eutrophe
  - crête
  - Pente
  - Thalweg
  - Fluvial
  - Plaine inondable
  - Marécageux
  - Marécageux

### Autres
Autres régimes importants : Grisebach (1872), Tansley et Chipp (1926), Rübel (1930), Burtt Davy (1938), Beard (1944, 1955),, André Aubréville (1956, 1957),, Trochain (1955, 1957),, Dansereau (1958), Küchler (1967). 
Dans les années soixante, AW Kuchler a coordonné un examen approfondi des cartes de la végétation de tous les continents, compilant la terminologie utilisée pour les types de végétation.

## Voir également
- Biogéographie
- Classification écologique des terres
- Liste des systèmes nationaux de classification de la végétation
- Phytogéographie